# Oumé
Oumé är en ort i Elfenbenskusten. Den ligger i distriktet Gôh-Djiboua i den centrala delen av landet, 50 km söder om huvudstaden Yamoussoukro. Folkmängden uppgår till cirka 45 000 invånare.